# Aline Marie Raynal
Aline Marie Roques Raynal (1937 - ) é uma botânica francesa.